# جاي ر. ولز
جاي ر. ولز (بالإنجليزية: Jay R. Wells)‏ هو سياسي أمريكي، ولد في 5 يونيو 1940 في بيتسبرغ في الولايات المتحدة. حزبياً، نشط في الحزب الجمهوري. وقد انتخب عضو مجلس نواب بنسيلفانيا.